# Humphreysia
Humphreysia is een geslacht van eenoogkreeftjes uit de familie van de Chondracanthidae. De wetenschappelijke naam is voor het eerst geldig gepubliceerd in 1934 door Leigh-Sharpe.

## Soorten
- Humphreysia floreata Leigh-Sharpe, 1934